# 黑口鋸尾鯊
黑口鋸尾鯊（學名：Galeus melastomus），又稱黑口蜥鯊，為軟骨魚綱真鯊目猫鲨科鋸尾鯊屬的一個種，康斯坦丁·塞繆爾·拉芬斯克(Constantine Samuel Rafinesque)在其1810年出版的《Caratteri di alcuni nuovi generic e nuove spie di Animali e piante della Sicilia: con varie osservazioni sopra i medesimi》中簡要描述黑口鋸尾鯊，廣泛分佈於大西洋東北部，從冰島西南部和挪威特隆赫姆向南到塞內加爾，包括法羅群島、不列顛群島、亞速群島和大西洋中洋脊北部、地中海(亞得里亞海和愛琴海的北部水域除外)海域，深度55至1873公尺，本魚體修長，有一個相當長、尖的鼻子，約佔總長度的6-9%。每個鼻孔的前緣都有一個大的三角形瓣，它將鼻孔分為流入開口和流出開口，眼睛呈水平橢圓形，並配有瞬膜，每隻眼睛下面都有一條細細的脊，後面有一個小的氣孔，嘴巴呈短而寬的拱形，角落有中等長度的皺紋，上顎和下顎分別包含約69和79排齒，有五對鰓縫，第五對位於胸鰭基部上方。兩個背鰭大小大致相等，位於身體後方較遠的位置，第一個背鰭起源於腹鰭基部中點後面，第二個背鰭起源於臀鰭基部中點後面，胸鰭很大，而腹鰭小而低，邊緣有角，臀鰭比背鰭大得多，它的基部佔總長度的13-18%，尾鰭約佔總長度的四分之一，上葉較低，尖端附近有腹側切跡，而下葉不明顯，身體上部灰棕色，有15-18個深色、圓形的馬鞍斑點，斑點延伸到尾巴上，腹面是白色的，背鰭和尾鰭的尖端也是白色，嘴裡面是黑色，體長可達75公分，體重可達1.4公斤，棲息在大陸坡泥底質海域，單獨或成群活動，會像鰻魚般的方式游動，屬肉食性，主要是十足目動物、磷蝦、魚類和頭足類動物為食，卵生，每隻雌魚每年產卵數在60至100顆之間，並且隨著雌性體型的增加而增加。蛋呈花瓶狀，側緣有輕微凸緣；前端呈方形，角處有一對粗短、捲曲的角，後端呈圓形。外殼表面有些半透明、光滑有光澤。無經濟價值，商業底拖網和延繩釣漁業偶然捕獲了大量黑口鋸尾鯊，大多數捕獲的鯊魚都被丟棄，死亡率可能很高。

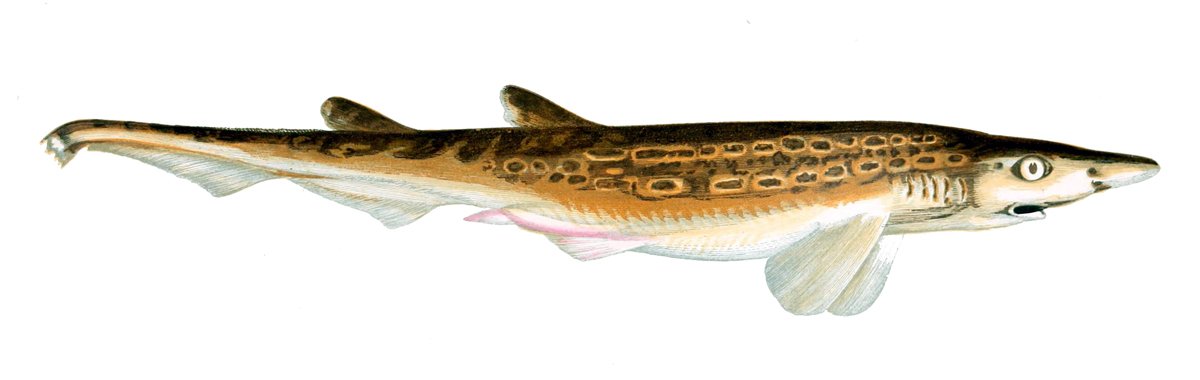
黑口鋸尾鯊早期的彩色圖畫